# HD 40307 g
HD 40307 g — шестая экзопланета у звезды HD 40307 в созвездии Живописца. Находится на расстоянии около 42 световых лет от Солнца, в южном полушарии небесной сферы.

## Характеристики
Период обращения планеты вокруг звезды составляет около 200 дней. Планета находится в обитаемой зоне (чтобы установить, способна ли на поверхности планеты удерживаться вода, требуются дополнительные сведения о наблюдениях).

## Открытие
Планета открыта в 2012 году коллективом астрономов под руководством Микко Туоми (Хартфордширский университет, Великобритания, и обсерватория Туорла университета Турку, Финляндия) и Гильем Англада-Эскюде (Гёттингенский университет, Германия) в результате анализа спектральных данных об излучении звезды HD 40307. Данные получены методом Доплера на высокоточном эшелле-спектрографе HARPS, установленном на 3,6-метровом телескопе в обсерватории Ла-Силья в Чили. Эти данные, свободно доступные в архиве Европейской южной обсерватории, проанализированы с помощью программного обеспечения HARPS-TERRA.